# Глубоченко Григорій Іванович
Глубоче́нко Григо́рій Іва́нович — (13 жовтня 1915, Миколаїв — 4 жовтня 1997, Романківці) — український лікар, кавалер ордена Леніна.

## Біографія
Народився 13 жовтня 1915 року в місті Миколаїв у родині службовців. Закінчив Одеський медичний інститут за фахом лікар-терапевт. У 1941 році був мобілізований на фронт рядовим 9023 піхотного полку. 1 липня 1941 року, як повідомляє «Книга памяти Украины. Николаевская область, том VIII», потрапив у полон. Після перемоги працював головним лікарем дільничої лікарні у Кельменецькому районі Чернівецької області, з 1949 року — завідувачем терапевтичним відділенням Романковецької лікарні Сокирянського району, у 1959–1991 роках — головний лікар цієї медичної установи. Обирався депутатом Романковецької сільської та Сокирянської районної рад депутатів трудящих. Помер 4 жовтня 1997 року.

## Відзнаки
- Почесна грамота Міністерства охорони здоров'я УРСР
- Орден Леніна (1972)